# Mariam Pauline Keita
Pour les articles homonymes, voir Keita.
Mariam Pauline Keita (née le 2 septembre 1983 à Bamako) est une nageuse malienne.

## Carrière
Elle fait sa première apparition aux Jeux olympiques d'été de 2000 à Sydney et concourt dans l'épreuve du 100 m brasse. À dix-sept ans, Keita remporte la première manche de l'épreuve, où deux nageuses sont disqualifiés pour faux départ et pour violation des règles techniques du sport, enregistrant le temps le plus lent dans les préliminaires à 1 min 37 s 80 avant la Nigerienne Balkissa Ouhoumoudou avec 1 min 42 s 39.
Elle participe ensuite à la manche de Sydney de la Coupe du monde de natation FINA 2000-2001 le 5 décembre 2000 où elle est disqualifiée.
Lors de sa deuxième participation olympique en 2004 à Athènes, Keita améliore son record personnel au 100 m brasse. Elle termine à la sixième place de la première série composée de nations mineures et 46e au classement général sur 48 participantes, avec un temps de 1 min 30 s 40.
Aux Championnats d'Afrique de natation 2006, elle est inscrite aux épreuves de 50 m nage libre (26e des séries avec un temps de 34 s 99), de 50 m brasse (18e des séries avec un temps de 41 s 14) et de 100 m brasse (16e des séries avec un temps de 1 min 31 s 60).
Pour ses troisièmes et derniers Jeux olympiques en 2008 à Pékin, Keita, championne du Mali et qualifiée avec ce titre, est à nouveau dans l'épreuve du 100 m brasse. Dans une série à l'opposant à la Lybienne Asmahan Farhat et la Géorgienne Anna Salnikova, elle termine dernière de la série et a le plus mauvais temps de l'ensemble des nageuses avec un temps de 1 min 24 s 26. Elle améliore néanmoins son record personnel.